# Амбары
Амбары (укр. Амбари) — посёлок, Коршачинский сельский совет, Белопольский район, Сумская область, Украина.
Код КОАТУУ — 5920684402. Население по переписи 2001 года составляет 42 человека.

## Географическое положение
Посёлок Амбары находится на расстоянии в 4,5 км от реки Вир. На расстоянии в 1,5 км расположены посёлок Зоряное, сёла Шевченковка и Коршачина. Через посёлок проходит железная дорога, станция Амбары.